# CUS Modena
Il Centro Universitario Sportivo dell'Università degli Studi di Modena e Reggio Emilia (conosciuto come CUS Modena) è la polisportiva che fa capo all'ateneo di Modena, in Emilia-Romagna.
Il CUS Modena prende parte ai campionati federali di arrampicata sportiva, atletica leggera, ciclismo, hockey su prato, rugby, tennis vela, beach volley, calcio, calcio a 5, pallacanestro, pallavolo e rugby a 7 e atleti che partecipano individualmente ad arrampicata sportiva, atletica leggera, canoa/kayak, canottaggio, judo, karate, pugilato, scherma, sci alpino, sci di fondo, snowboard, taekwondo, tennis, tennistavolo, tiro a segno, tiro a volo e vela.
Partecipa ai  Campionati Nazionali Universitari.

## Pallacanestro
I risultati delle uniche tre stagioni svolta nel campionato italiano
- 1955-56 5ª in Serie B girone A
- 1957-58 8ª in Serie B
- 1958-59 4ª in Serie B girone B

Attualmente partecipa al campionato universitario, con ottimi risultati.

## Rugby
L'unica stagione nel campionato nazionale.
- 1956-57 7ª in Serie A girone C retrocessa

Anche in questa questione partecipa al campionato universitario.

## Ultimate
- Classifiche del campionato italiano open di ultimate frisbee

L'attuale squadra è una delle più forti d'Italia.